# Alopecosa hoevelsi
Alopecosa hoevelsi is een spinnensoort in de taxonomische indeling van de wolfspinnen (Lycosidae).
Het dier behoort tot het geslacht Alopecosa. De wetenschappelijke naam van de soort werd voor het eerst geldig gepubliceerd in 2000 door Joachim Schmidt & Barensteiner.